# نرسي

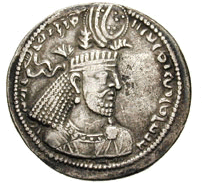
نرسي

نرسى بن هرمز بن سابور بن أردشير. (293 - 302) إمبراطور فارس من آل ساسان في إيران، وكانت مدّة ملكه تسع سنين. وبدأَ حرباً أخرى مَع الرومان، وبعد نجاحِ مبكّر ضدّ الإمبراطور جاليريوس قُرْب كالينيكوم على الفرات في عام 296، الملك نيرسيه هُزِمَ بشكل حاسم في كمينٍ بينما كَانَ مع حريمِه في أرمينيا في عام 297.
في المعاهدةِ التي جاءت نتيجة هذه الحرب، تَركَ الساسانيون كُلّ الأراضي غرب دجلة ووافقتْ الإمبراطورية الساسانية ألّا تَتدخّلَ في شؤونِ أرمينية و‌جورجيا وأصبحت بذلك أرمينية تحت حماية رومة.
بعد هذه الهزيمة الساحقةِ، استقالَ الملك الساساني نيرسي في سنة 301، وماتَ من الحزنِ بَعْدَ سَنَة.